# 韓取善
韓取善（1546年—1618年），字克從，號惺菴，山東濟南府淄川縣人，民籍，明朝政治人物。

## 生平
萬曆元年（1573年）癸酉科山東鄉試第四名。萬曆五年（1577年）會試第二百四十三名，第二甲第三十六名進士，历官户部郎中，管粮宣府，十五年十一月升山西右参政，駐宣府，十七年八月升本省按察使，分巡冀北，进山西右布政使。二十一年十月升辽东巡抚，二十二年五月因虏犯辽镇锦义十三山站、大小凌河等处，韩取善两次失事革职，待奏定夺，次年令在籍听用。萬曆四十六年（1618年）十一月三十日卒。

## 著作
著有《久视楼文集》二十卷。

## 家族
曾祖父韓泰；祖父韓弼；父親韓思武，歲貢生。前母聶氏；母安氏。慈侍下。兄韓萃善（常州府推官）、韓明善。